# Син-Оцука (станция)
Станция Син-Оцука (яп. 新大塚駅 син о:цука эки) — железнодорожная станция на линии Маруноути расположенная в специальном районе Бункё, Токио. Станция обозначена номером M-24. Была открыта 20-го января 1954 года. На станции установлены автоматические платформенные ворота.

## Планировка станции
Две платформы бокового и два пути.
| 1 | ○ Линия Маруноути | Отэмати, Синдзюку, Накано-Сакауэ, Огикубо, Хонантё |
| 2 | ○ Линия Маруноути | Икэбукуро                                          |

## Близлежащие станции
| «        |  | Линия           |  | »         |
| -------- |  | --------------- |  | --------- |
| Мёгадани |  | Линия Маруноути |  | Икэбукуро |